# Municipio de Kimball (Míchigan)
El municipio de Kimball (en inglés: Kimball Township) es un municipio ubicado en el condado de St. Clair en el estado estadounidense de Míchigan. En el año 2010 tenía una población de 9358 habitantes y una densidad poblacional de 96,48 personas por km².

## Geografía
El municipio de Kimball se encuentra ubicado en las coordenadas 42°57′1″N 82°33′42″O / 42.95028, -82.56167. Según la Oficina del Censo de los Estados Unidos, el municipio tiene una superficie total de 97 km², de la cual 96,2 km² corresponden a tierra firme y (0,82 %) 0,8 km² es agua.

## Demografía
Según el censo de 2010, había 9358 personas residiendo en el municipio de Kimball. La densidad de población era de 96,48 hab./km². De los 9358 habitantes, el municipio de Kimball estaba compuesto por el 96,12 % blancos, el 1,2 % eran afroamericanos, el 0,44 % eran amerindios, el 0,22 % eran asiáticos, el 0,31 % eran de otras razas y el 1,71 % eran de una mezcla de razas. Del total de la población el 2,16 % eran hispanos o latinos de cualquier raza.